# إدي جونز (لاعب كرة قدم)
إدي جونز (بالإنجليزية: Eddie Jones)‏ (17 سبتمبر 1952 في المملكة المتحدة - ) هو لاعب كرة قدم بريطاني في مركز الدفاع. لعب مع توتنهام هوتسبير ونادي ميلوول ونادي دارتفورد.